# Rodrigo de la Serna
Rodrigo de la Serna est un acteur argentin, né le 18 avril 1976 à Buenos Aires.
Il est notamment connu internationalement pour son rôle de Martín "Palerme" Berote dans la série La casa de papel.

## Filmographie

### Cinéma
- 1999 : El Mismo amor, la misma lluvia (en) de Juan José Campanella : Micky
- 2000 : Nueces para el amor : Armando
- 2001 : Gallito Ciego : Facundo
- 2004 : Carnets de voyage (Diarios de motocicleta) : Alberto Granado (Argentine)
- 2006 : Buenos Aires 1977 (Crónica de una fuga) : Claudio Tamburrini
- 2009 : Tetro : Jose
- 2016 : Insiders (Cien años de perdón) de Daniel Calparsoro : l'Uruguayen
- 2016 : Inséparables : Tito
- 2018 : Yucatán : Clayderman

### Télévision
- 1995 : Cybersix (série télévisée)
- 1997 : Son o se hacen (série télévisée)
- 1997 : Naranja y media (série télévisée)
- 1999 : Campeones de la vida (série télévisée) : Goyo
- 2000 : Okupas (série télévisée) : Ricardo
- 2000 : Calientes (série télévisée)
- 2000 : Tiempofinal (série télévisée)
- 2000 : Vulnerables (série télévisée), 1 épisode : Flavio Centurión
- 2003 : Sol negro (feuilleton télévisé) : Ramiro Bustos
- 2005 : Botines (feuilleton télévisé) : Enzo
- 2016 : Camino a La Paz, Franciso Varone (Sebastian)
- 2019 -2021: La Casa de Papel (série Netflix), partie 3, 4 et 5: Martin « Palerme » Berrote

## Distinctions
- BAFTA Awards 2005 : nommé comme meilleur acteur dans un second rôle pour Carnets de voyage

## Voix francophones
En version française, Nicolas Matthys prête sa voix à Rodrigo de la Serna dans La casa de papel et La Rançon : Le Prix de la vérité (es). Marc Arnaud le double aussi dans Yucatán.